# John Osteen
John Osteen (ur. 21 sierpnia 1921, zm. 23 stycznia 1999) – był założycielem i pierwszym pastorem Lakewood Church w Houston, w Teksasie, od jego założenia w 1959 roku aż do śmierci w 1999 roku. Jego syn Joel Osteen zastąpił go po śmierci na stanowisku pastora.
John Osteen był pastorem zboru Południowej Konwencji Baptystycznej, którego opuścił w 1958 roku i zwrócił się do ruchu zielonoświątkowego. W 1959 roku założył Kościół Lakewood. Jest autorem kilku książek. Stał się znany jako teleewangelista.

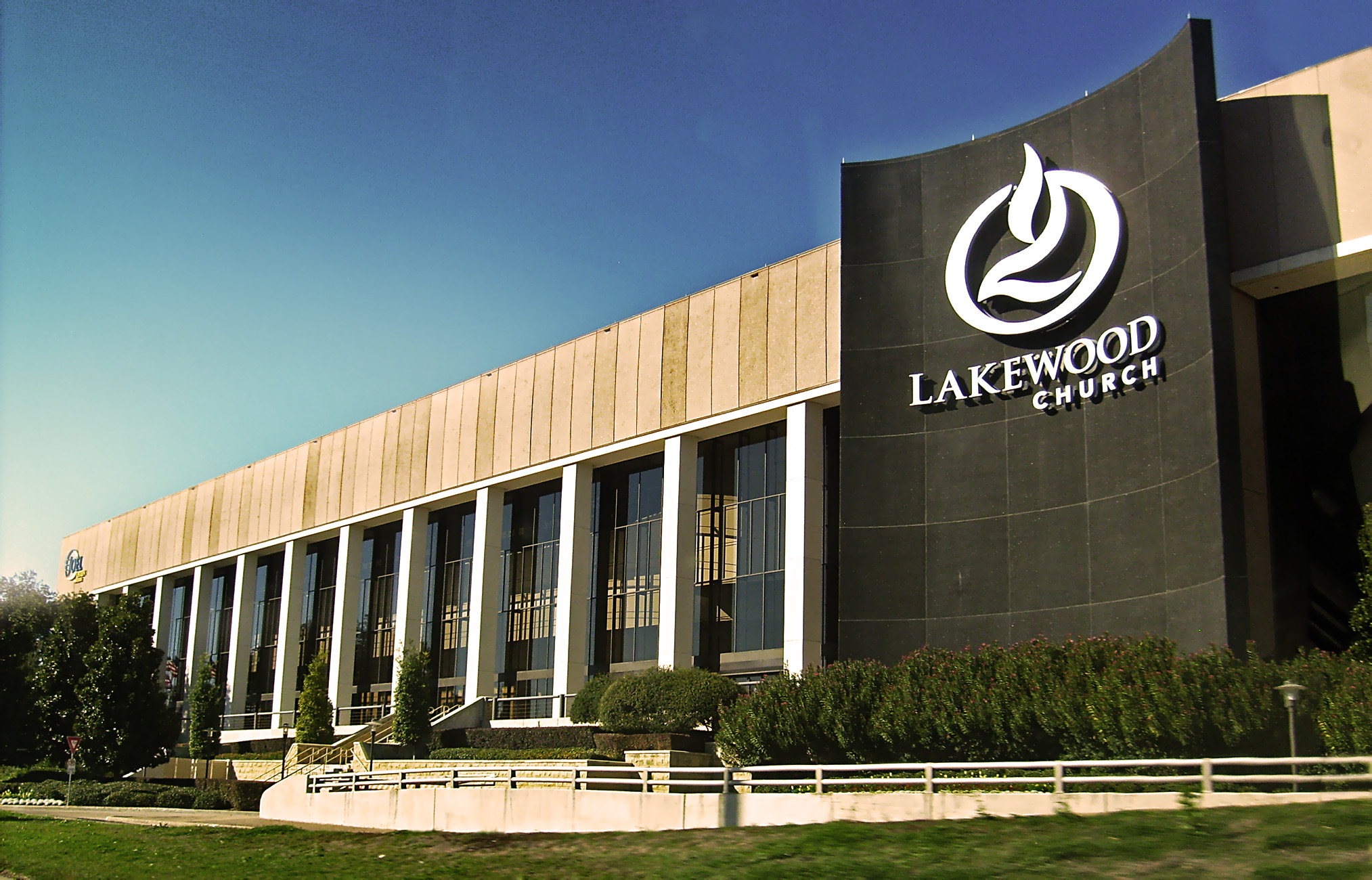
Kościół Lakewood w Houston